# Torneo de Seúl 2016
El Korea Open 2016 es un torneo de tenis profesional jugado en canchas duras. Es la 13 ª edición del torneo que forma parte de la  WTA Tour 2016. Se llevará a cabo en Seúl, Corea entre el 19 y el 25 de septiembre de 2016.

## Cabeza de serie

### Individual
| Tenista             | Ranking | Preclasificada |
| Irina-Camelia Begu  | 23      | 1              |
| Johanna Larsson     | 48      | 2              |
| Zhang Shuai         | 49      | 3              |
| Kristina Mladenovic | 51      | 4              |
| Monica Niculescu    | 55      | 5              |
| Kirsten Flipkens    | 58      | 6              |
| Nicole Gibbs        | 72      | 7              |
| Louisa Chirico      | 75      | 8              |

- Ranking del 12 de septiembre de 2016

### Dobles
| Tenista                          | Ranking | Preclasificada |
| Eri Hozumi Oksana Kalashnikova   | 96      | 1              |
| Kirsten Flipkens Johanna Larsson | 159     | 2              |
| Demi Schuurs Renata Voráčová     | 167     | 3              |
| Lenka Kunčíková Karolína Stuchlá | 194     | 4              |

## Campeonas

### Individual Femenino
Lara Arruabarrena venció a  Monica Niculescu por 6-0, 2-6, 6-0

### Dobles Femenino
Kirsten Flipkens /  Johanna Larsson vencieron a  Akiko Omae /  Peangtarn Plipuech por 6-2, 6-3